# Пинега (река)
Пи́нега — река в Архангельской области России, правый приток Северной Двины.
Высота устья — 0,9 м над уровнем моря. Уклон реки — 0,17 м/км.

## География

Бассейн Северной Двины

Длина — 779 км, площадь водосборного бассейна — 42 тыс. км².
Река берёт начало на возвышенном правобережье Северной Двины слиянием рек Белой и Чёрной на высоте 135,2 м над уровнем моря, течёт параллельно ей на северо-запад в широкой долине. Протекает главным образом по широкой пойменной долине.

Вот и Пинега, и первая сверху по Пинеге деревня Керга. Здесь большая книзу река и весной не шире Москвы, летом её вброд переходят. Сверху она сюда бежит сто вёрст и туда, наверх, приходит двумя реками: Белая река и Чёрная река.— М. М. Пришвин. «Берендеева чаща»
В нижнем течении река протекает по карстовому району Беломорско-Кулойского плато и близко подходит к реке Кулой, которая впадает в Мезенскую губу Белого моря. В этом месте Пинега связана с Кулоем каналом «Кулой — Пинега». Далее река поворачивает на юго-запад и течёт в этом направлении до устья Паленьги, где поворачивает на запад. Ширина реки в устьевой части, чуть выше посёлка Печки, — 190 м, глубина — 4 м, скорость течения — 0,4 м/с, дно каменистое.
Судоходна от деревни Согра до устья, этот участок протяжённостью 654 км входит в перечень внутренних водных путей Российской Федерации. По другим данным Пинега судоходна от пристани Горка (около 580 км от устья). Крупные населённые пункты на реке — посёлки Новолавела, Пинега, Усть-Пинега и село Карпогоры.

## Название
Связь названия Пинега с финскими значениями peni, penikka — «собака» и joki — «река» по М. Фасмеру является недостоверной.
Возводится к прибалтийско-финскому прилагательному pieni «маленький, короткий», оформленному речным суффиксом -га, рудиментом прибалтийско-финского -jogi «река».

…топоним Пинега присваивался рекам, являвшимся участками водных (водно-волоковых) путей и служившим для сокращения дороги.

Однако по другой версии:

…такое объяснение не выглядит убедительным, так как назвать «малой» почти восьмисоткилометровую реку довольно трудно. Поэтому вероятно более древнее происхождение этого названия.

Название реки упоминается в надписи на деревянном «цилиндре-замке́» (пломбе) № 11 с княжеским знаком в виде трезубца, найденном в 1991 году в ходе раскопок в Новгороде, в слое XI века: «В Пинезе 3 тысяче». Это самая дальняя от Новгорода местность сбора пошлин в Заволочье, из всех известных по надписям на «цилиндрах-пломбах» — 900 км.

## Гидрология
Питание реки в основном снеговое, в тёплый период дождевое. Среднегодовой расход воды — около 430 м³/с. Замерзает во второй половине октября — начале ноября, вскрывается во второй половине апреля — первой половине мая.
Расход воды в 660 км от устья составляет 34 м³/с, в 536 км от устья — 101 м³/с, в 394 км от устья — 174,5 м³/с. По данным наблюдений с 1914 по 1999 год среднегодовой расход в 125 км от устья — 375,4 м³/с, максимальный расход 2910 м³/с зафиксирован в мае 1955 года.
| Средний расход воды (м³/с) реки Пинеги по месяцам с 1914 по 1999 гг. (замеры производились на гидрологическом посту в 125 км от устья) |

## Притоки
Главные притоки: слева — Выя, Юла, Покшеньга, Пюла, Шуйга, Нижняя Поча, Юбра, Охтома, Сура, Сия, Угзеньга, Паленьга; справа — Илеша, Нюхча, Пышенца, Шоча, Ёжуга, Чуплега, Явзора, Тиньга, имеет протоку Вонга.

## Данные водного реестра
По данным государственного водного реестра России и геоинформационной системы водохозяйственного районирования территории РФ, подготовленной Федеральным агентством водных ресурсов:
- Бассейновый округ — Двинско-Печорский
- Речной бассейн — Северная Двина
- Речной подбассейн — Северная Двина ниже места слияния Вычегды и Малой Северной Двины
- Водохозяйственный участок — Пинега

## Достопримечательности
- В бассейне Пинеги развит гипсовый карст, насчитывается свыше 500 пещер (Пинежский заповедник)
- Красногорский Богородицкий монастырь
- Артемиево-Веркольский монастырь
- В селе Сура родился «Молитвеник Земли русской», проповедник и видный церковный деятель Иоанн Кронштадтский
- В деревне Веркола родился, жил и был похоронен писатель Фёдор Абрамов
- В Усть-Ежуге родилась известная сказительница Мария Дмитриевна Кривополенова
- Чухченемский погост (Едома), памятник архитектуры федерального значения

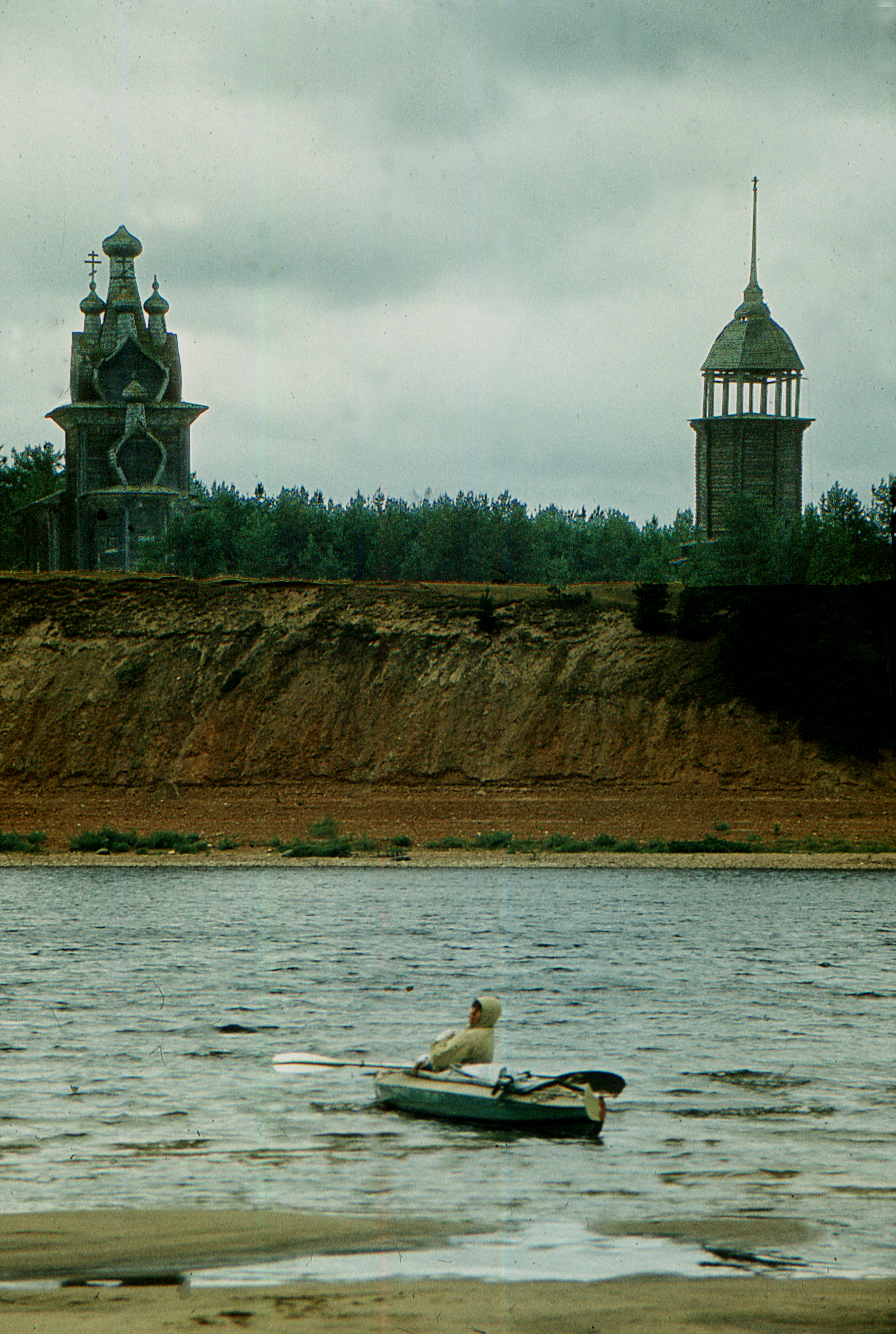
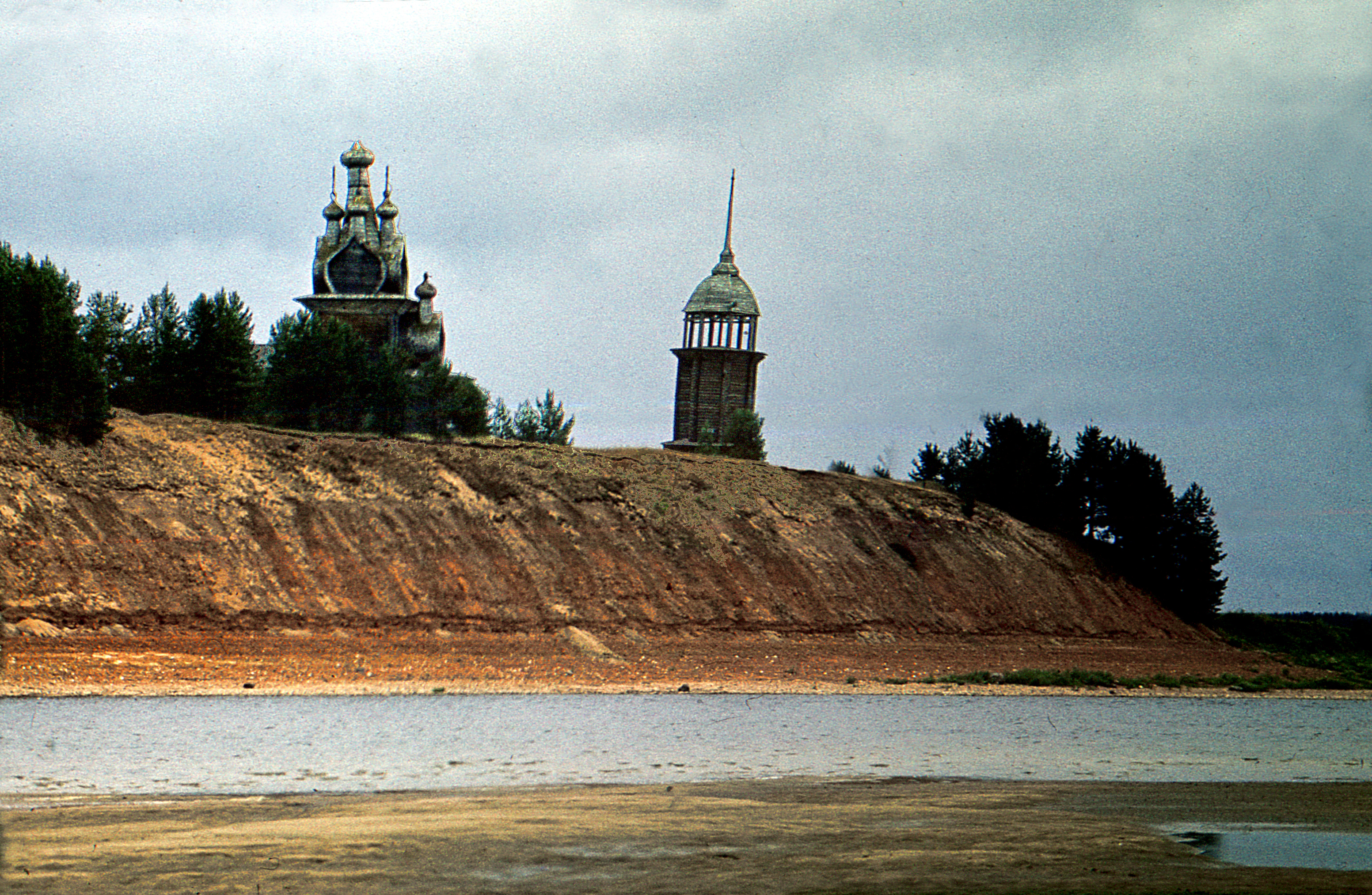
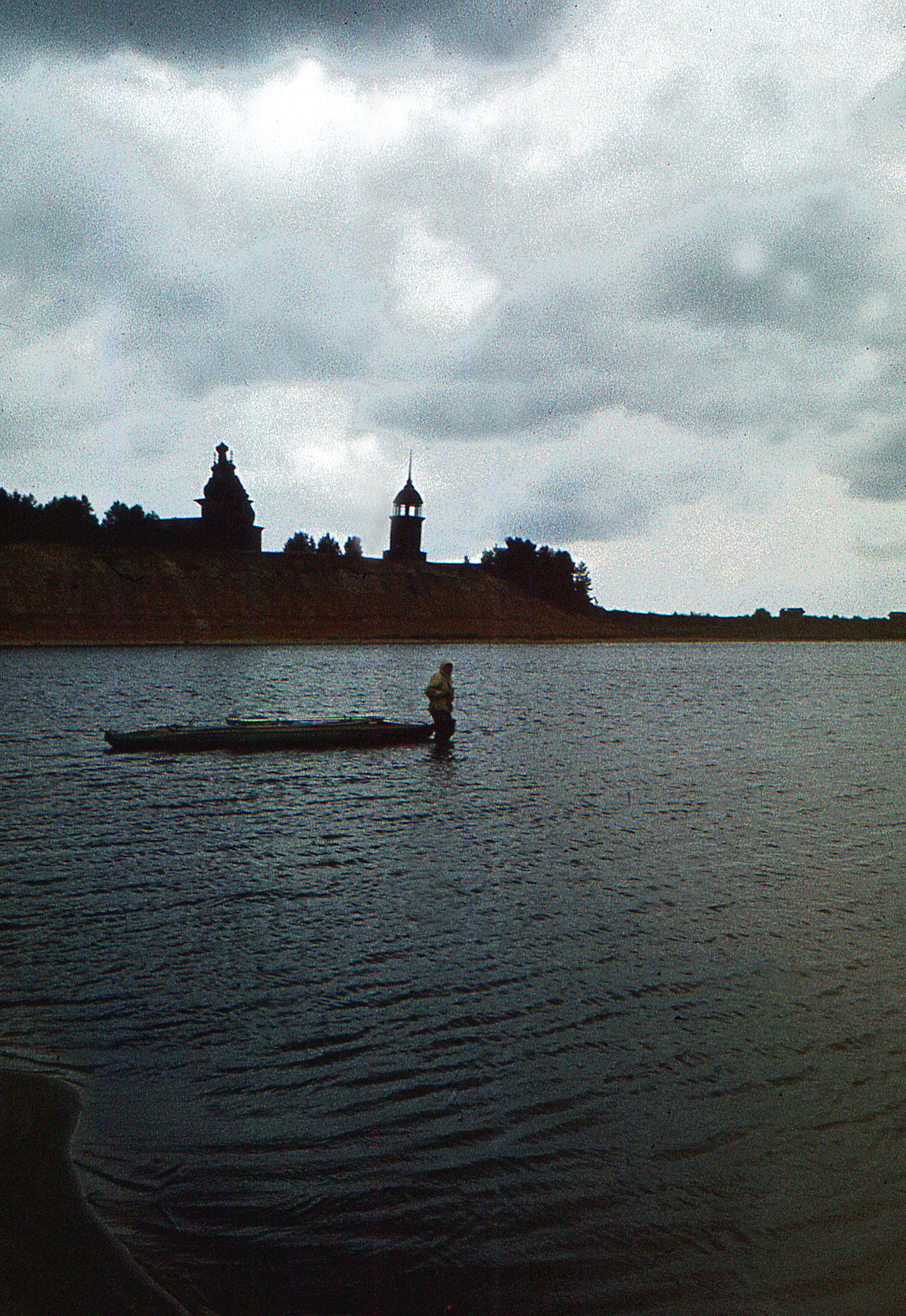